# Gotthardt Kuehl
Gotthardt Kuehl (Lubecca, 28 novembre 1850 – Dresda, 9 gennaio 1915) è stato un pittore tedesco. Interprete del primo Impressionismo tedesco, ottenne già in vita un buon successo internazionale ed è considerato - nonostante avesse conosciuto molti detrattori nella sua città d'adozione  - il fondatore della scuola pittorica di Dresda. Le sue idee hanno avuto un seguito nella cosiddetta "Scuola di Kuehl"..
Tra i suoi dipinti più famosi, figura Augustbrücke in Dresden im Schnee (1904).

## Biografia

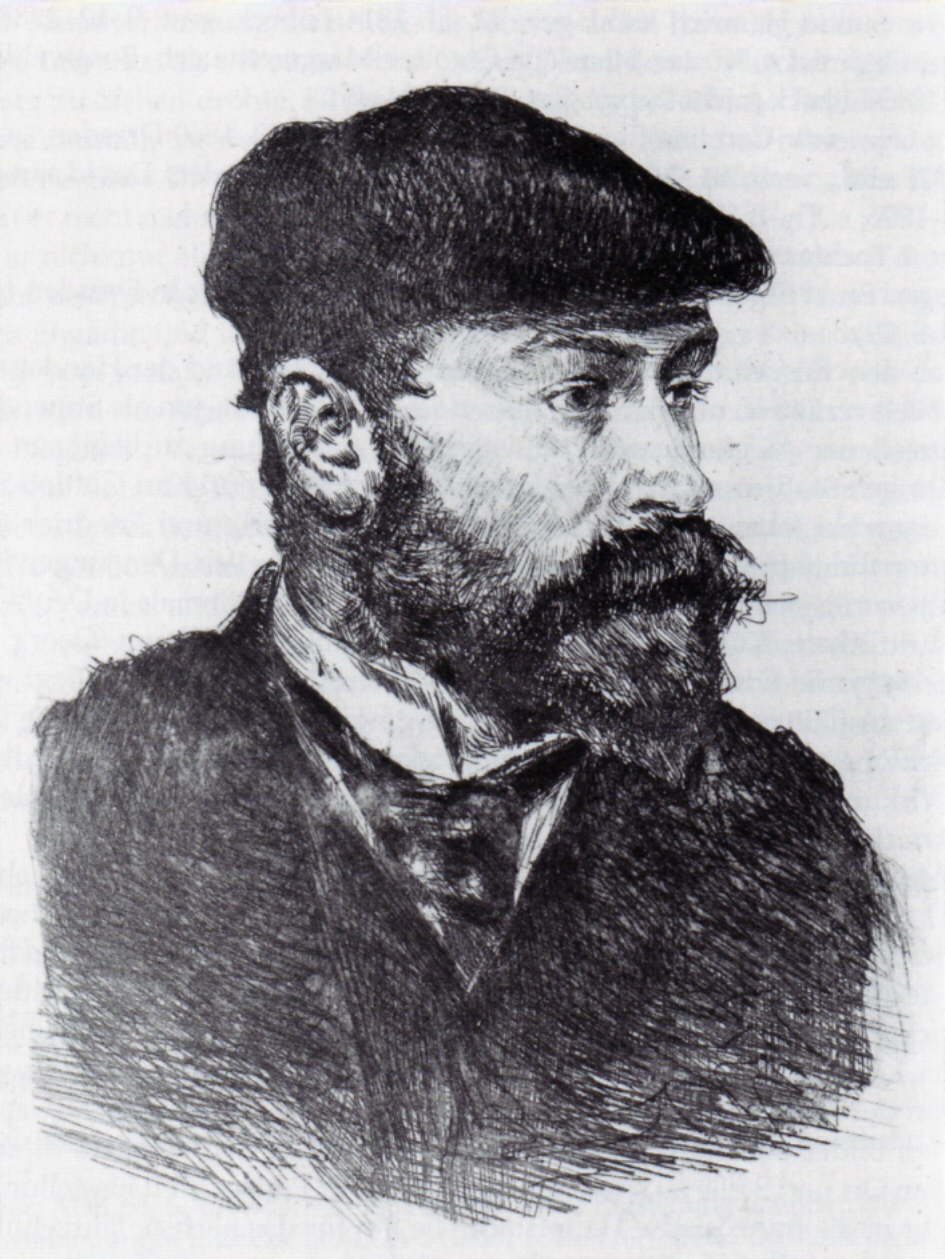
Autoritratto di Gotthardt Kuehl (1892)

Gotthardt Kuehl nacque a Lubecca il 28 novembre 1850. Era figlio di un insegnante.
Iniziò a studiare arte nel 1867 grazie ad una borsa di studio offertagli dalla Accademia delle Arti della Sassonia. Nell'accademia, ebbe come insegnanti Johann Karl Ulrich Bähr e Karl Wilhelm Schurig.
Dopo aver terminato gli studi nell'accademia nel 1870, studiò a Monaco di Baviera, dove ebbe come insegnante Wilhelm von Dietz.
Nel 1878, si trasferì a Parigi, dove la sua opera fu inizialmente influenzata da quella dell'artista Fortuny i Carlò.
Nel 1893, fece ritorno a Dresda, dove fece parte assieme a Carl Bantzer della colonia di artisti di Goppeln.
Nel 1902, fondò, assieme ad alcuni dei suoi discepoli, il circolo Die Elbier.
Nel 1905, si trasferì ad Überlingen, dove dipinse diversi quadri.
In seguito, intraprese viaggi di studio in Italia (1907) e nel nord e nel sud della Germani.
Morì a Dresda il 9 gennaio 1915, all'età di 64 anni. Fino alla propria morte visse assieme alla moglie Henriette nel piano superiore di Villa Wasa.

## Opere (lista parziale)
- Vorzimmer-Diplomaten (anni settanta del XIX secolo)[3]
- Im Leihhaus (1873)[4]
- Mädchenbildnis (1875)[2]
- Am Brunnen (1876)[2]
- Der Organist (anni ottanta del XIX secolo)[2]
- Waisenkinder in Lübeck (1884)[5]
- In der Schulstube (Waisenhausbuben) (1886 ca.)[6]
- Lübecker Waisenhaus (1894) [7]
- Viskulenhof in Lübeck (1894)[2]
- Altmännerhaus in Lübeck (1895-1896 ca.)[8]
- Ein feste Burg ist unser Gott. (Wohl Lübecker Waisen auf einer Kirchenempore beim Chorgesang und Orgelspiel) (1896)[9]
- Im Danzinger Waisenhaus (1900 ca.) [10]
- Augustbrücke in Dresden im Schnee (1904)[1][2]
- Blick auf Dresden
- Malerische Gasse (in einem Städtchen am Bodensee (1915 ca.)

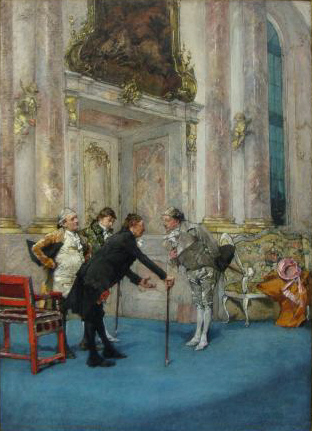
Vorzimmer-Diplomaten
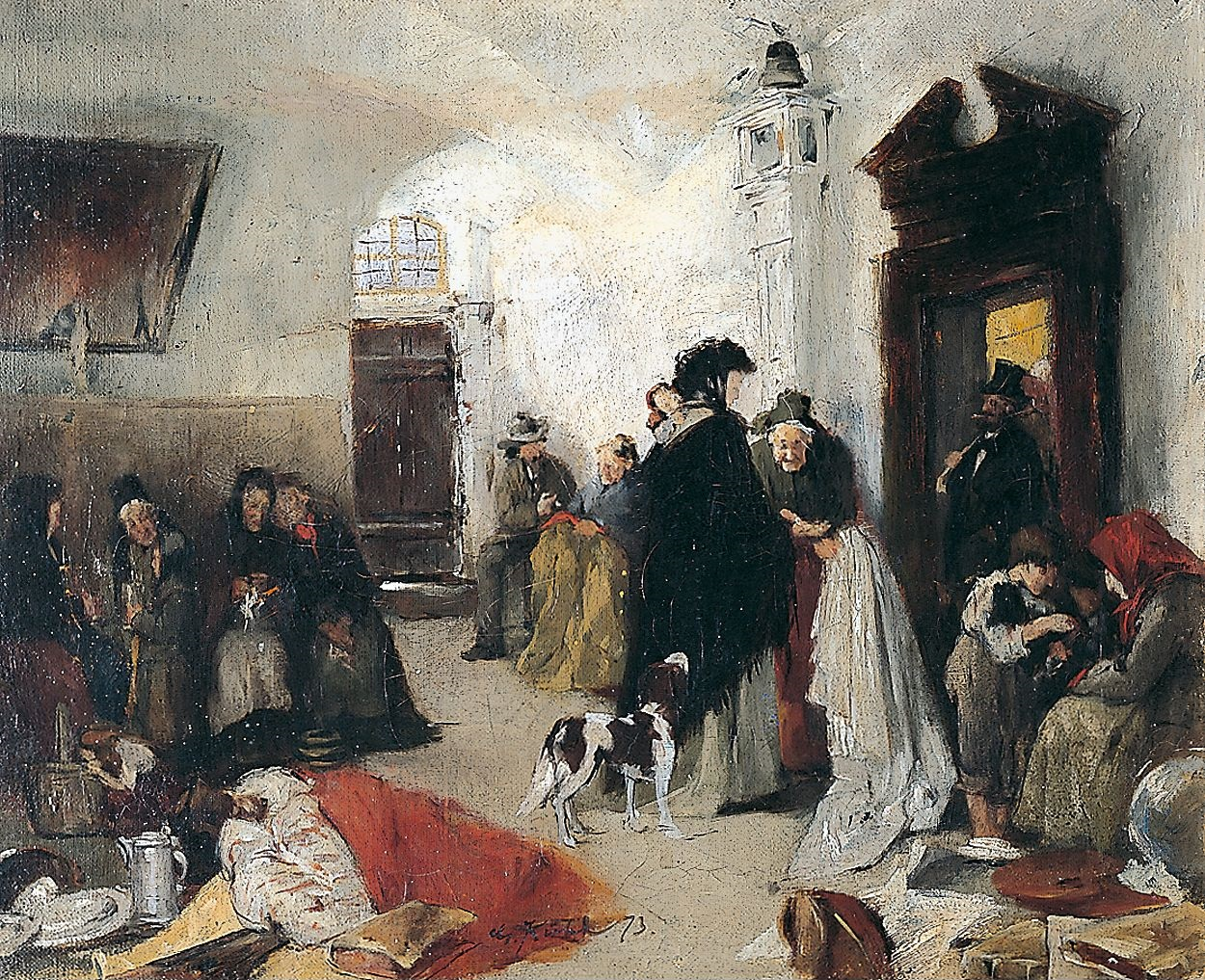
Im Leihhaus
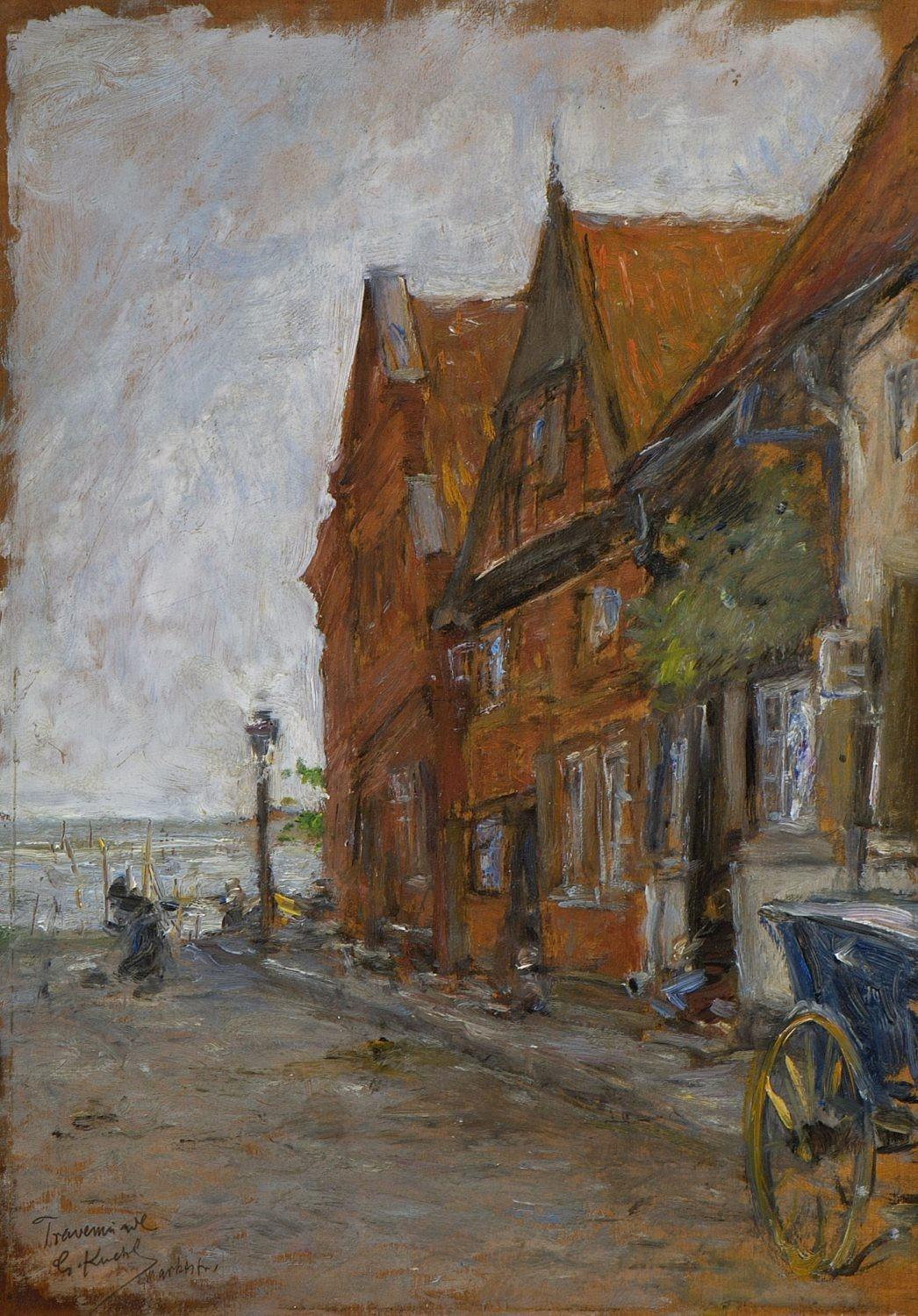
Marktstraße in Travemünde
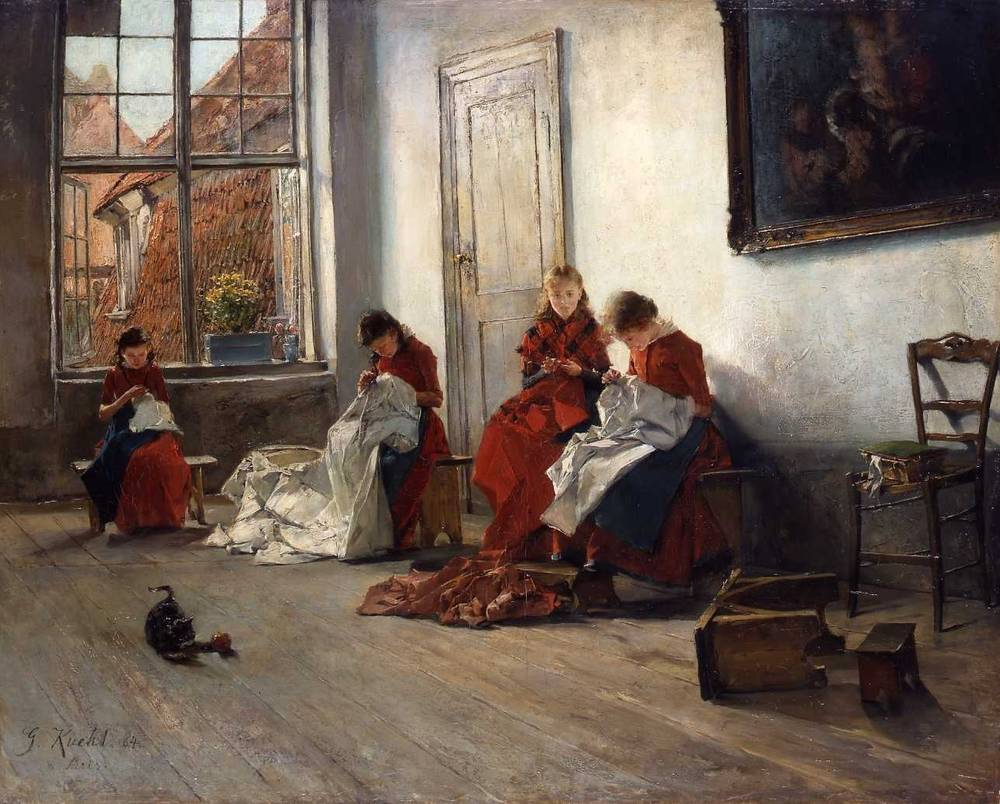
Waisenkinder in Lübeck
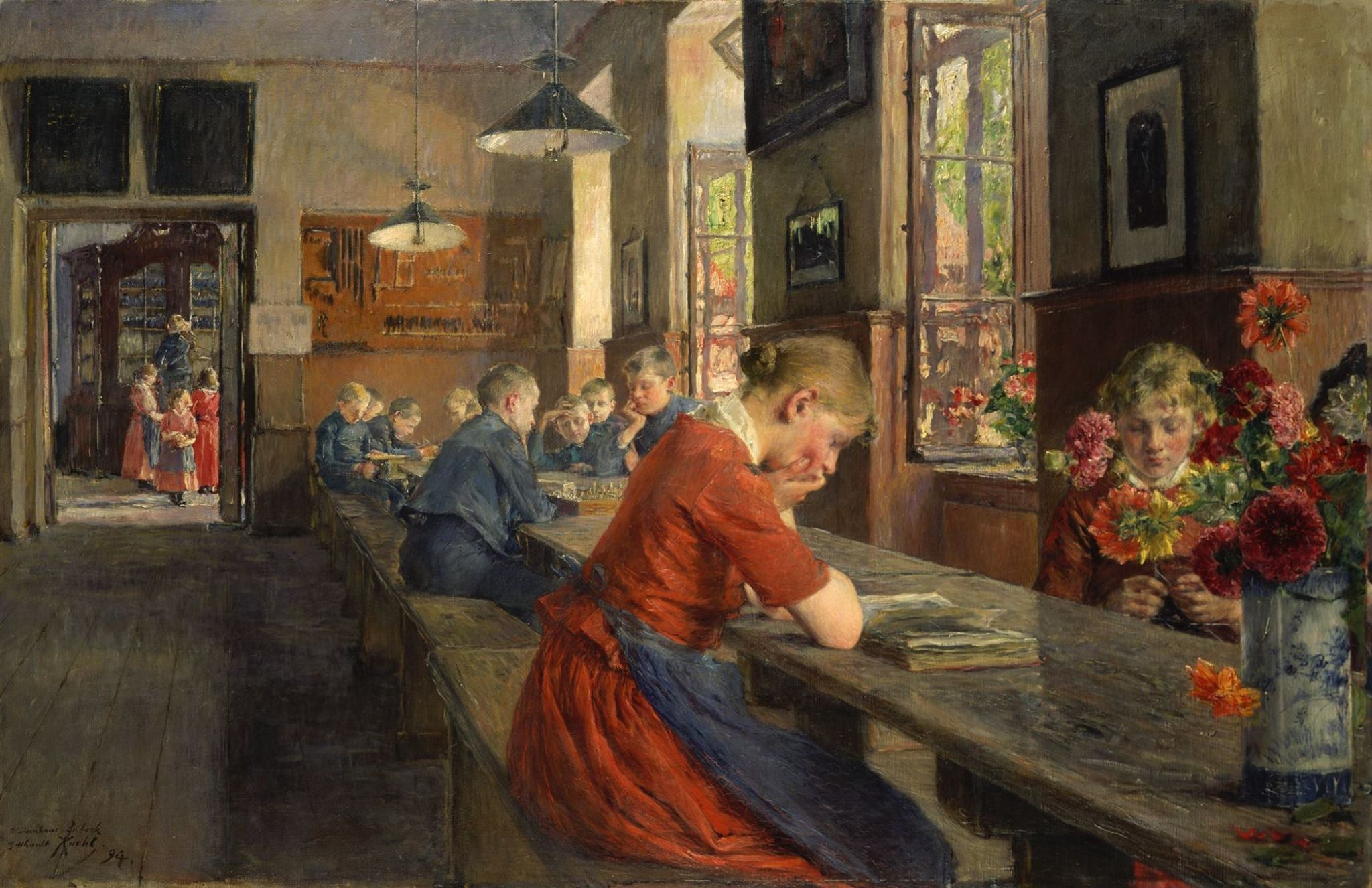
Lübecker Waisenhaus
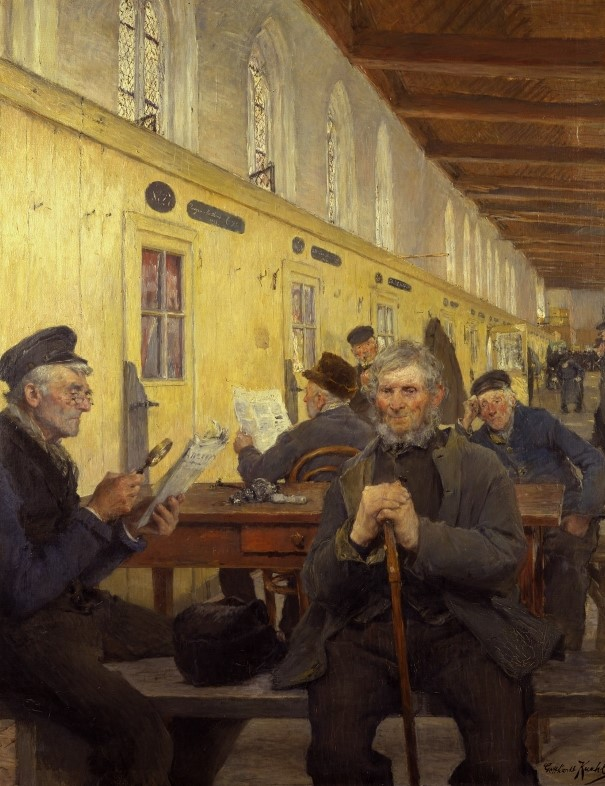
Altmännerhaus in Lübeck
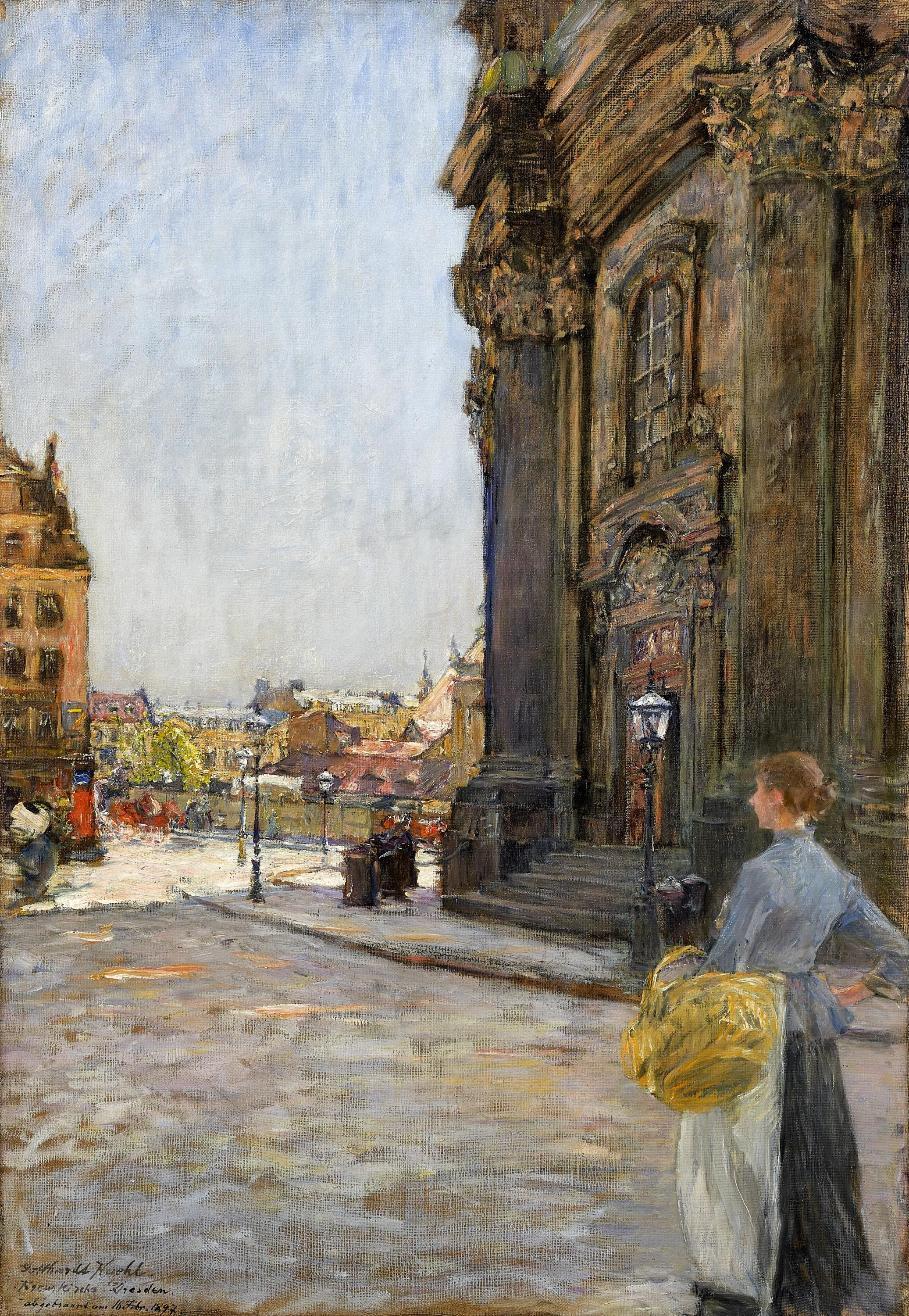
Vor der Kreuzkirche in Dresden
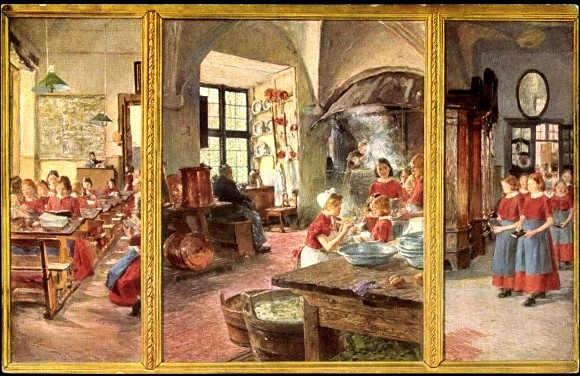
Im Lübecker Waisenhaus
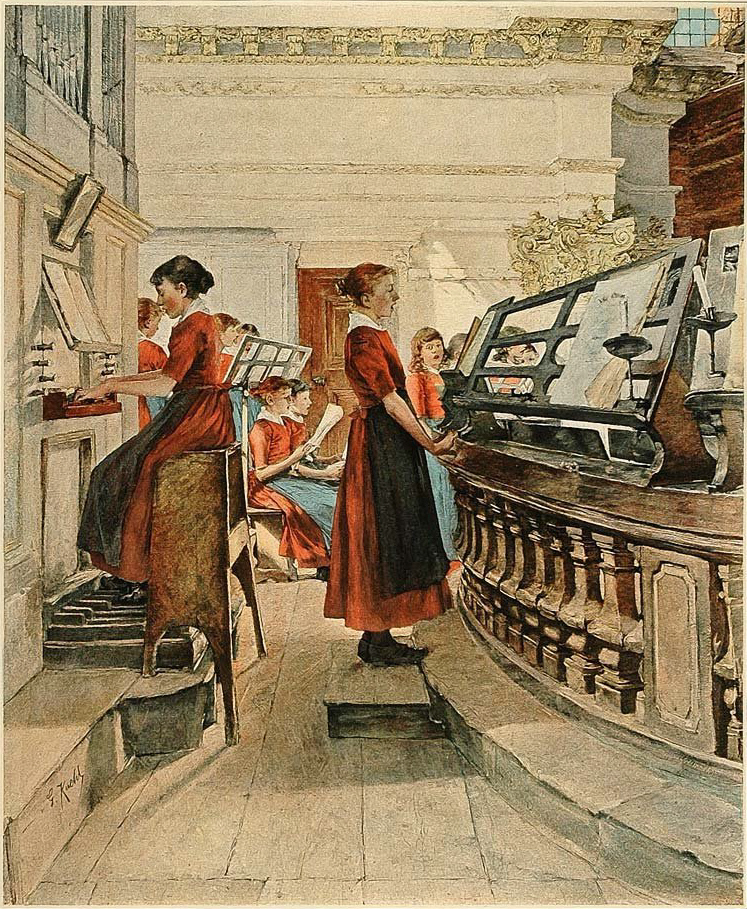
Ein feste Burg ist unser Gott. (Wohl Lübecker Waisen auf einer Kirchenempore beim Chorgesang und Orgelspiel)
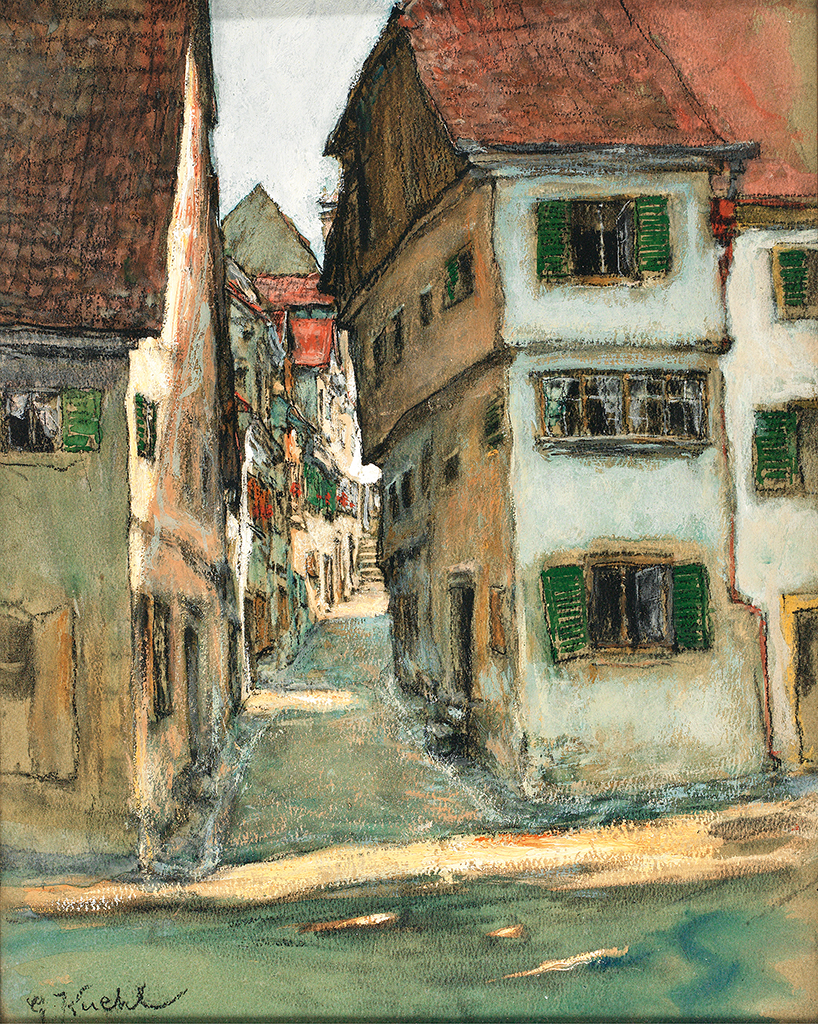
Malerische Gasse (in einem Städtchen am Bodensee)
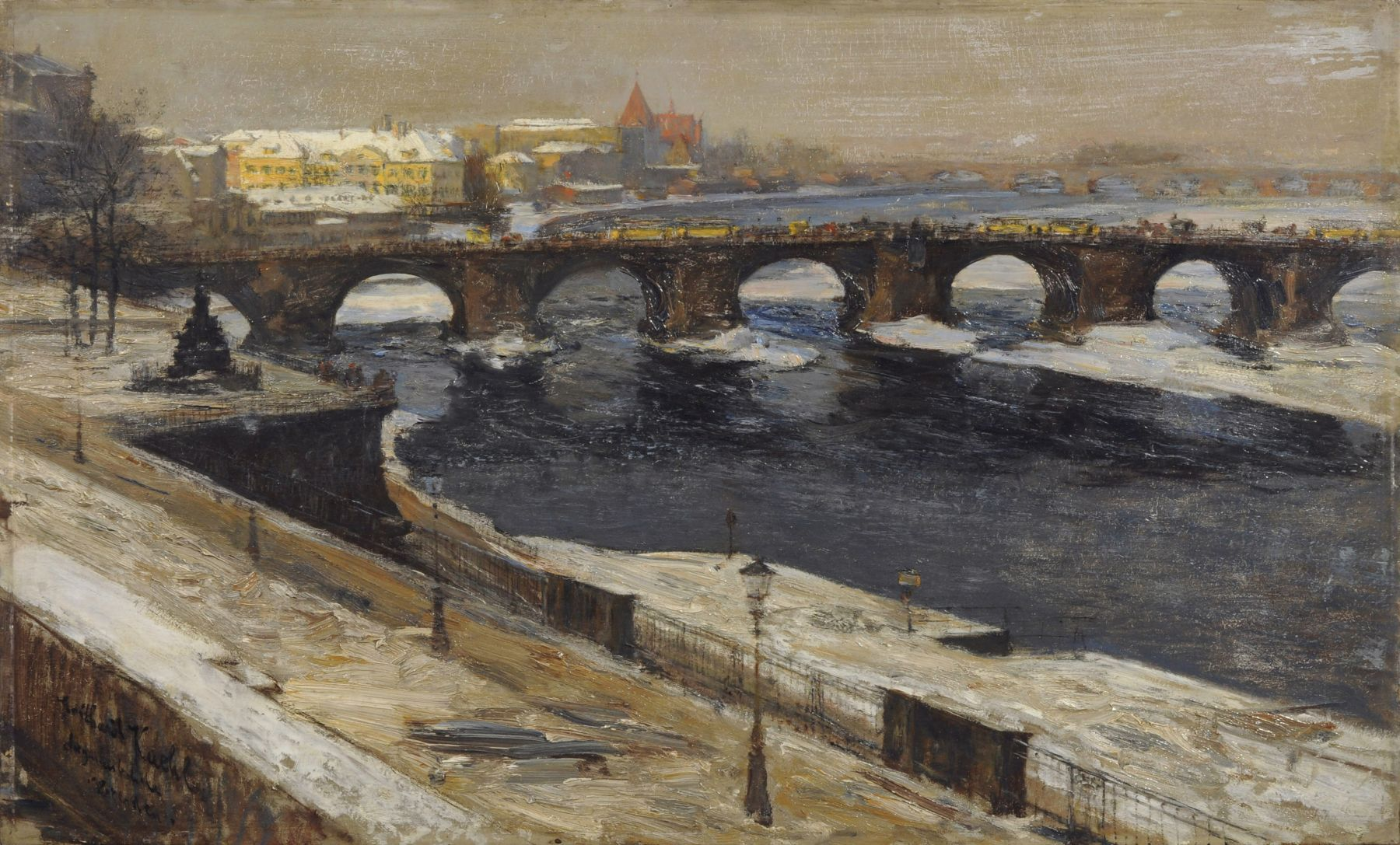
Augustbrücke in Dresden im Schnee
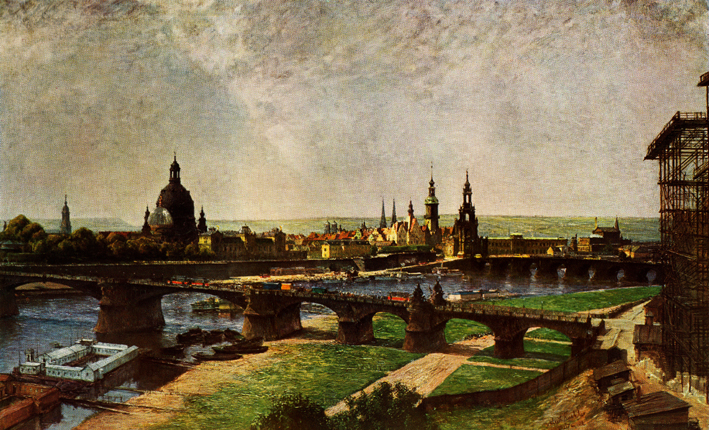
Blick auf Dresden
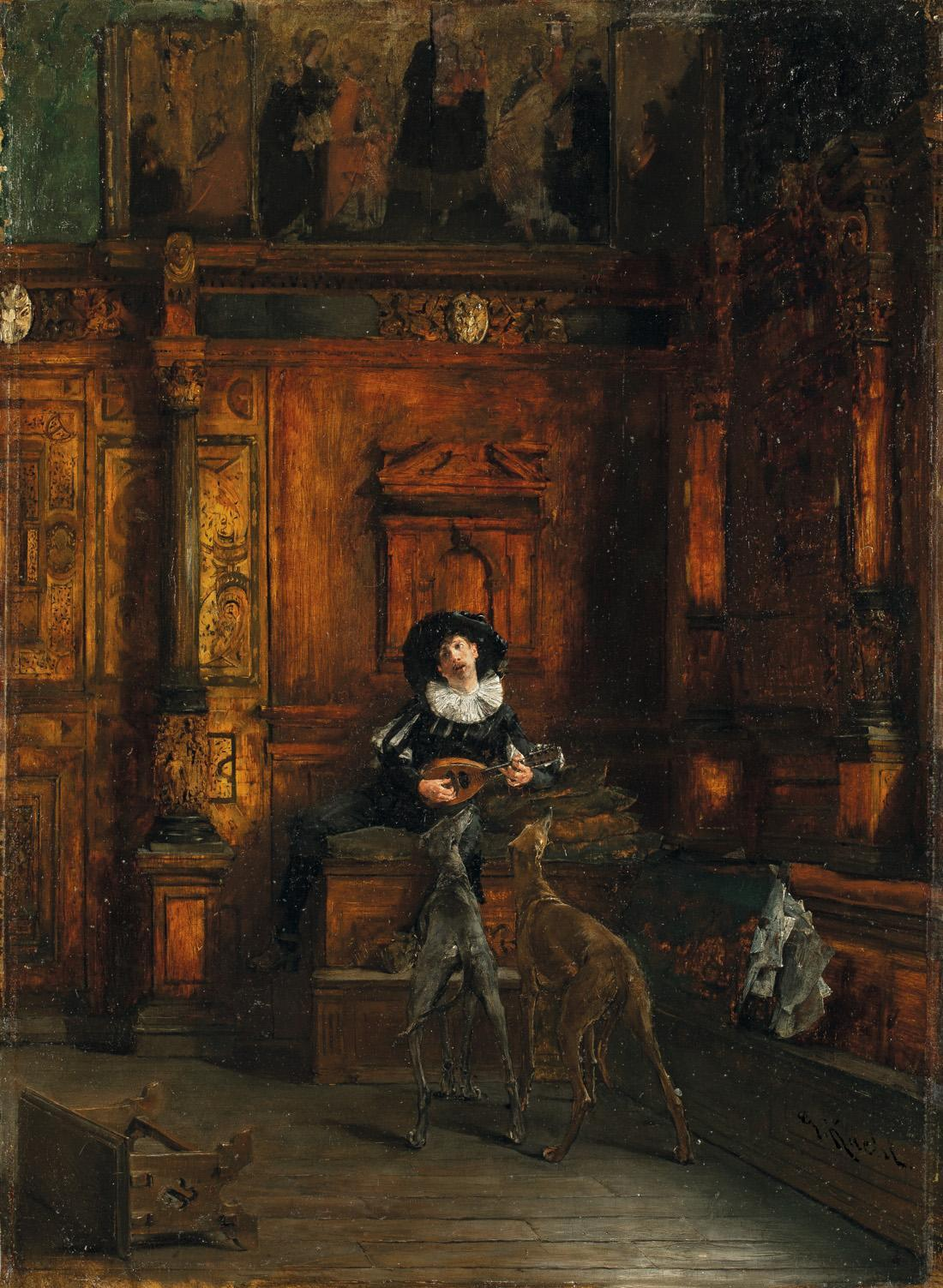
Lautenspieler mit zwei Hunden
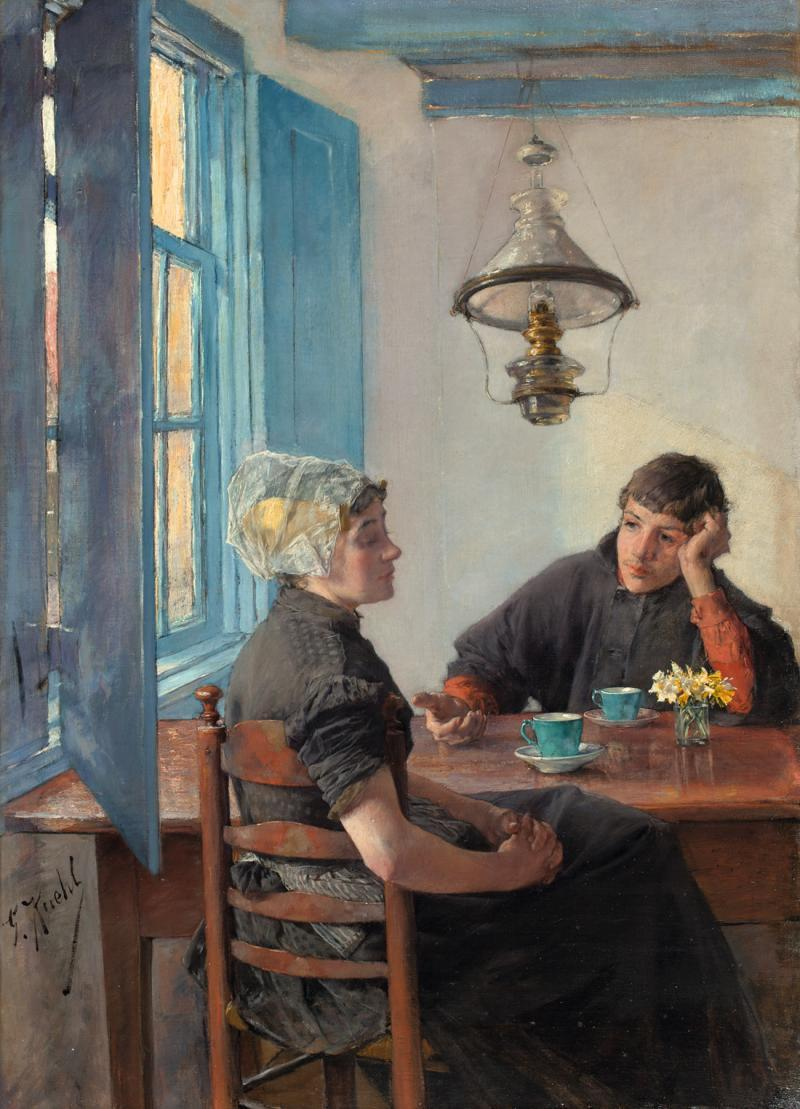
Paar am Teetisch